# Ioannis Ikonomou
Ioannis Ikonomou (řecky Ιωάννης Οικονόμου, * 1964 Heráklion) je řecký překladatel, který od roku 2002 pracuje v Bruselu pro Evropskou komisi. Umí 32 živých jazyků, jako například řečtinu, angličtinu, němčinu, italštinu, španělštinu, francouzštinu, finštinu, dánštinu, ruštinu, svahilštinu, hebrejštinu, arabštinu, mandarínskou čínštinu nebo bengálštinu. K tomu údajně ještě ovládá dalších 15 mrtvých jazyků, včetně staroslověnštiny. V souhrnu mluví 21 jazyky z 24 úředních v Evropské unii. Dle jeho názoru je nejtěžším jazykem mandarínská čínština, která je však jeho oblíbená. Je jediným interním překladatelem Evropské komise, jemuž svěřují překlady tajných čínských dokumentů.

## Vzdělání
Jako malý byl fascinován počtem jazyků, kterými mluvili turisté na krétských plážích a jimž nerozuměl, což byl hlavní důvod, proč se začal o jazyky zajímat a učit se je. Angličtinu začal studovat v pěti letech, když se přestěhoval s rodinou do Athén, němčinu v sedmi, italštinu v deseti, přičemž se ji začal učit se spolužáky, které však brzy překonal. Ruštinu začal studovat v třinácti, a to díky své lásce k dílům Dostojevského. Svahilštinu se začal učit ve čtrnácti, turečtinu a arabštinu v šestnácti a v osmnácti studoval hindštinu, urdštinu a sanskrt. Do svých dvacátých narozenin již ovládal 15 jazyků. Nejprve studoval na Univerzitě v Soluni, poté pokračoval v magisterském studiu jazyků a kultur Blízkého východu na Kolumbijské univerzitě. Titul Ph.D. z indoevropské lingvistiky získal na Harvardově univerzitě.
Z úředních jazyků Evropské unie neumí mluvit pouze irsky, maltsky a estonsky.

## Osobní život
Je ženatý s Polákem jménem Tomek. Aby si udržel své jazykové znalosti, chatuje online s rodilými mluvčími z celého světa. Jeho oblíbeným koníčkem je čtení čínských knih. Je členem Mensy.

## Jazyky
Zde je seznam jazyků, které ovládá:
- řečtina
- angličtina
- němčina
- italština
- ruština
- svahilština
- turečtina
- arabština
- hindština
- urdština
- sanskrt
- finština
- norština
- ázerbájdžánština
- hebrejština
- čínština
- polština
- dánština
- lotyština
- litevština
- švédština
- španělština
- francouzština
- nizozemština
- bulharština
- čeština
- staroslověnština
- latina
- staroangličtina
- gaelština
- perština
- arménština
- stará egyptština
- portugalština
- maďarština
- slovenština
- slovinština
- rumunština
- chorvatština
- bengálština